# 安固县 (唐朝)
33°03′12″N 112°15′18″E / 33.053355°N 112.254885°E
安固县，中国古县名。
唐朝武德三年（620年）置。属宛州。安固城（亦名安国城）遗址在今河南省南阳市镇平县城关东北2公里城郊乡安固村北河东岸。秦末，王陵聚众敷千人于南阳（今河南南阳）。后归刘邦。从定天下。以功封安国侯，官至右丞相。楚汉战争中，守丰，后封雍侯。汉朝建立，改封安国侯。

## 安国寺
安国寺建于东汉建安24年（218年）；万历24年（1614年），《重修安国寺碑》记载：有僧园曰：“乃唐禅师道场也，立时时之尊宿，为一代祖师也！“